# Peba
Le peba est une langue amérindienne de la famille des langues peba-yaguanes parlée en Amazonie péruvienne, dans la région de Loreto.
La langue est éteinte.